# Monarhie
Monarhia este o formă de guvernământ în care puterea este simbolizată de o singură persoană numită monarh (rege,  împărat, principe, duce, etc.). 
Monarhia poate fi constituțională sau absolută, electivă sau ereditară.

## Etimologie
Cuvântul monarh (latină monarcha) provine din grecescul μονάρχης (din μόνος "singur"  și ἄρχων; "conducător").

## Istoric

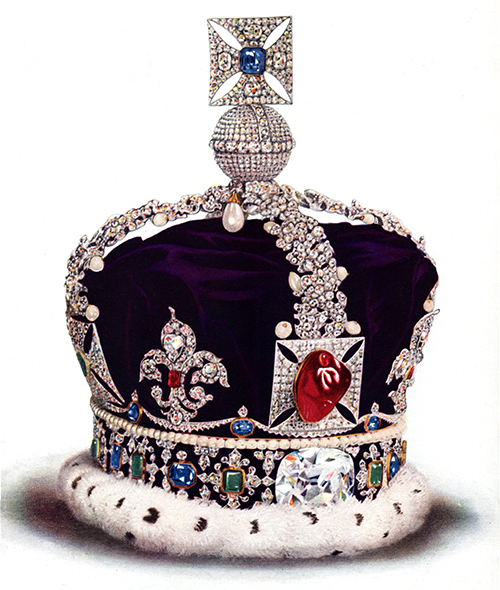
Coroana Imperiului Britanic din 1910. Statele din Commonwealth îl recunosc pe Regele Charles al III-lea al Regatului Unit drept șef de stat.

Monarhia a fost o formă de guvernământ obișnuită în antichitatea veche. Monarhia a fost de obicei înlocuită cu oligarhia sau democrația în antichitatea clasică. 
Formele de guvernământ în perioada medievală și modernă au fost monarhia și republica.
Astăzi, 44 de țări  au ca șef de stat un monarh.

## Monarhia în România

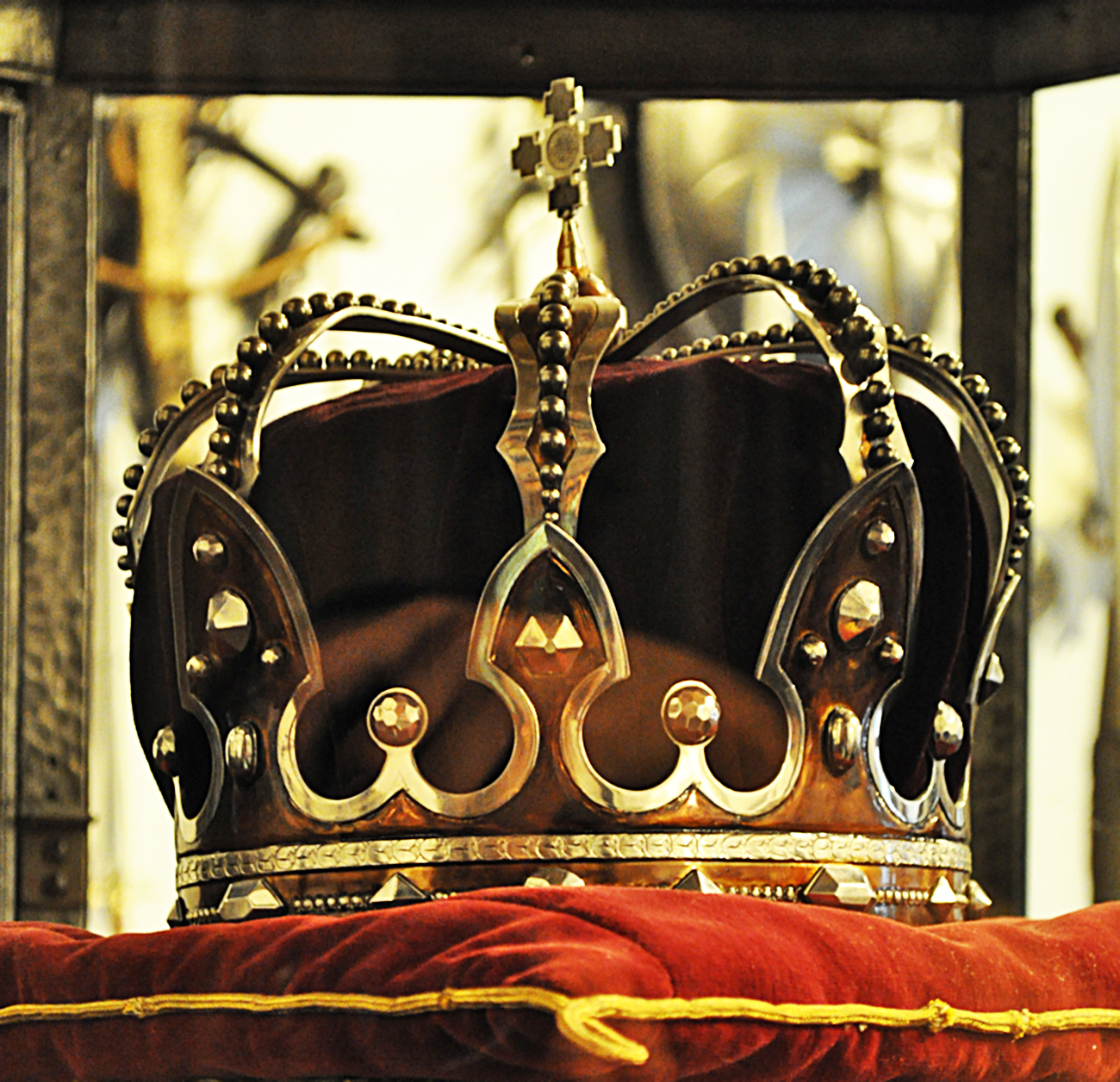
Coroana de Oțel a Regilor României

### Monarhia electivă
Forma de guvernământ tradițională în Moldova și Valahia a fost monarhia electivă, rangul voievozilor români fiind echivalent cu cel al prinților sau regilor din țările apusene. Domnitorii erau aleși dintre câteva familii. Ei nu puteau să guverneze singuri într-o monarhie absolută, trebuind să țină cont de Sfatul Domnesc, alcătuit din marii boieri.
După un lung șir de domnitori separați, monarhia celor doua principate a fost reunită în persoana lui Alexandru Ioan Cuza. În timpul domniei lui Cuza s-a realizat unirea efectivă a principatelor române și s-a obținut autonomia internă.  

### Monarhia ereditară
La scurt timp după inaugurarea Principelui Carol I la 10 mai 1866 a fost adoptată o  constituție care stabilea regulile de succesiune la tron într-o monarhie ereditară la 1 iulie 1866.
Declarația de Independență a României față de Imperiul Otoman a fost citită în Adunarea Deputaților de Mihail Kogălniceanu la 9 mai 1877 și a fost votată în aceeași zi. Conform Constituției, Declarația a căpătat putere de lege cu sancțiunea și promulgarea regală pe 10 Mai 1877. Independența va fi cucerită în Războiul de Independență din 1877-1878. Din acest moment, țara se va numi „România” și va avea propria politică externă. Pe 10 Mai 1881, România devine Regat, iar Principele Carol I este încoronat Rege al României.
Alți monarhi ai României au fost regele Ferdinand, regele Mihai I, regele  Carol al II-lea și, din nou, Mihai I, până la lovitura de stat din 30 decembrie 1947, orchestrată de comuniștii români și de ocupanții militari din Rusia sovietică.